# Szyfoniera

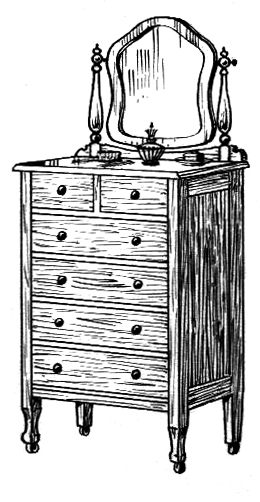
Szyfoniera

Szyfoniera – rodzaj wysokiej komody. Nazwa pochodzi od francuskiego słowa chiffonier oznaczającego gałganiarza, szmaciarza. Komoda służyła do przechowywania bielizny, biżuterii, wstążek, chusteczek i innych kobiecych drobiazgów. Jej nazwa ukształtowała się ze skojarzenia tych wyrobów pasmanteryjnych ze szmatkami.
Szyfoniera jest wąskim i wysokim meblem wyposażonym w wiele szuflad, w przeciwieństwie do komody klasycznej, która miała ich trzy i była szersza niż wyższa. Najczęściej posiada 5 lub 6 szuflad. Pojawiła się we Francji w połowie XVIII wieku. 
Odmianę szyfoniery stanowi komoda nazywana w języku francuskim semanier. Ma ona siedem szuflad, po jednej na każdy dzień tygodnia. W języku polskim bywa nazywana tygodniówką.